# Rock Around the Bunker
Albums par Serge Gainsbourg
Vu de l'extérieur
(1973) L'Homme à tête de chou
(1976)
Bandes originales par Serge Gainsbourg
Sex-shop
(1973) Je t'aime moi non plus
(1976)
Rock Around the Bunker est le troisième album-concept de Serge Gainsbourg sorti en 1975, chez Philips.

## Historique
Dans ce disque peu connu, Serge Gainsbourg traite de l'Allemagne nazie. Le chanteur fut contraint de porter l'étoile jaune en 1942.
Sur le plan musical, l'artiste puise dans les genres Rockabilly et Rhythm and blues. Sur le plan du texte, la majorité des titres évoquent le nazisme. Ainsi  Nazi Rock  évoque la Nuit des Longs Couteaux, Tata teutonne, Zig-zig avec toi, Est-ce est ce si bon et SS in Uruguay, dépeignent de façon grotesque des personnages de Nazis, tandis que J'entends des voix off traite de Hitler lui-même. Enfin deux étonnants titres consacrés à Eva Braun : Eva, et une interprétation de Smoke Gets in Your Eyes dont il est question dans Eva.
Il y joue comme d'habitude avec les mots et leurs sonorités, y compris au sujet des camps de la mort :
Sont-ce qu'insensés assassins ?

Est-ce ainsi qu'assassins s'associent ?

Il eût fallu en plus qu'en Prusse

Ces processus se sussent !
Gainsbourg révèlera plus tard qu'il avait écrit pour cet album une chanson intitulée Le silence du pape, mais qu'il se refusa à l'éditer, se méfiant d'éventuelles réactions hostiles des milieux catholiques similaires à celles ayant accompagné la sortie de Je t'aime... moi non plus.
Bien que l'album soit sorti plusieurs années après Mai 1968, dans un monde où une certaine provocation était largement admise (Hara Kiri,  Charlie Hebdo, Jean Yanne...) ainsi que la dérision sur l'époque de l'Occupation (La Grande Vadrouille), Gainsbourg semble avoir été le premier à traiter sur le même mode ce thème beaucoup plus sensible, sans créer de vagues médiatiques particulières ni contre, ni pour l'album.
Rock Around the Bunker s'est écoulé à plus de 100 000 exemplaires en France.

## Titres
Toutes les chansons sont écrites et composées par Serge Gainsbourg, sauf indication contraire.
| No  | Titre                                 | Auteur                    | Durée |
| --- | ------------------------------------- | ------------------------- | ----- |
| 1.  | Nazi Rock                             |                           | 3:10  |
| 2.  | Tata teutonne                         |                           | 2:48  |
| 3.  | J'entends des voix off                |                           | 2:05  |
| 4.  | Eva                                   |                           | 3:13  |
| 5.  | Smoke Gets in Your Eyes               | Otto Harbach, Jerome Kern | 3:28  |
| 6.  | Zig-zig avec toi (Sieg-sieg avec toi) |                           | 3:39  |
| 7.  | Est-ce est-ce si bon ? (SS si bon ?)  |                           | 3:16  |
| 8.  | Yellow Star                           |                           | 1:40  |
| 9.  | Rock Around the Bunker                |                           | 3:25  |
| 10. | SS in Uruguay                         |                           | 2:16  |

## Musiciens
- Serge Gainsbourg : composition, chant
- Alan Parker : guitare rythmique
- Judd Proctor : guitare
- Brian Odgers : basse
- Dougie Wright : batterie
- Jim Lawless : percussions
- Alan Hawkshaw : claviers
- Kay Garner, Jean Hawker, Clare Torry : chœurs